# Irina Vlah
Irina Vlah (n. 26 februarie 1974, Comrat, RSS Moldovenească, URSS) este o politiciană și juristă din Republica Moldova, care între 15 aprilie 2015 și 19 iulie 2023 a îndeplinit funcția de guvernator (bașcan) al UTA Găgăuzia (Gagauz-Yeri). Ea este prima femeie care a ajuns în funcția de bașcan al autonomiei găgăuze.

### Copilărie și studii
Irina Vlah s-a născut pe 26 februarie 1974 la Comrat, Republica Sovietică Socialistă Moldovenească, din tată găgăuz și mamă de etnie bulgară.
Între 1991 și 1996 a urmat Universitatea de Stat din Comrat, iar între 2001 și 2008 a urmat Institutul de Istorie, Stat și Drept al Academiei de Științe a Moldovei. Este doctor în drept, titlul lucrării sale de doctorat fiind „Concepția modernă a dezvoltării serviciului public în Republica Moldova”.

### Activitate politică

#### Deputat în Parlamentul Republicii Moldova (2005-2015)
Irina Vlah a fost deputat în Parlamentul Republicii Moldova între 2005 și 2015, fiind aleasă pe listele PCRM. La 30 decembrie 2014, Irina Vlah a demisionat din fracțiunea parlamentară și a rămas deputat neafiliat.
În 2010, Irina Vlah a candidat pentru funcția de bașcan al UTA Găgăuzia, însă s-a plasat pe locul al treilea și nu a acces în turul al doilea.

#### Guvernator al UTA Găgăuzia (2015-2023)
Pe 22 martie 2015 a fost aleasă din primul tur, cu 32.543 de voturi (51,01%), în funcția de bașcan al regiunii autonome Găgăuzia. Vlah a declarat că în această funcție va încerca să restabilească o relație normală cu autoritățile de la Chișinău, punctând că majoritatea locuitorilor regiunii își dorește relații bune cu Chișinăul.
Pe 15 aprilie 2015 ea a fost învestită oficial în funcția de bașcan, ceremonia având loc în centrul municipiului Comrat. La eveniment au participat prim-ministrul de atunci, Chiril Gaburici, și președintele parlamentului, Andrian Candu. La 30 aprilie 2015, a demisionat din funcția de deputat în Parlamentul Republicii Moldova, funcția fiind incompatibilă cu cea de bașcan.
În ianuarie 2017, Irina Vlah a făcut parte din delegația Președintelui Republicii Moldova, Igor Dodon, în timpul vizitei oficiale la Moscova și a întrevederii cu Vladimir Putin.
În octombrie 2018, Irina Vlah l-a primit la Comrat pe Recep Tayyip Erdoğan, Președintele Turciei, aflat în vizită oficială în Republica Moldova.
În 2019, a fost realeasă cu 49.742 de voturi (91,27%) în funcția de bașcan al UTA Găgăuzia. La ceremonia de inaugurare au participat cei trei exponenți ai conducerii statului de la acea vreme: Președintele Republicii Moldova, Igor Dodon, președintele parlamentului, Zinaida Greceanîi și premierul Maia Sandu.
La 4 martie 2021, președintele Maia Sandu a restructurat componența Consiliului Suprem de Securitate, Irina Vlah fiind revocată din funcția de membru. Irina Vlah este o critică vehementă a guvernării PAS și a Maiei Sandu.

În 2023, Irina Vlah a anunțat că își va forma propriul proiect politic după ce va părăsi funcția de bașcan al UTA Găgăuzia. În timpul mandatului ei de bașcan, a fost membră din oficiu în guvernele Gaburici, Streleț, Filip, Sandu, Chicu, Gavrilița și Recean.

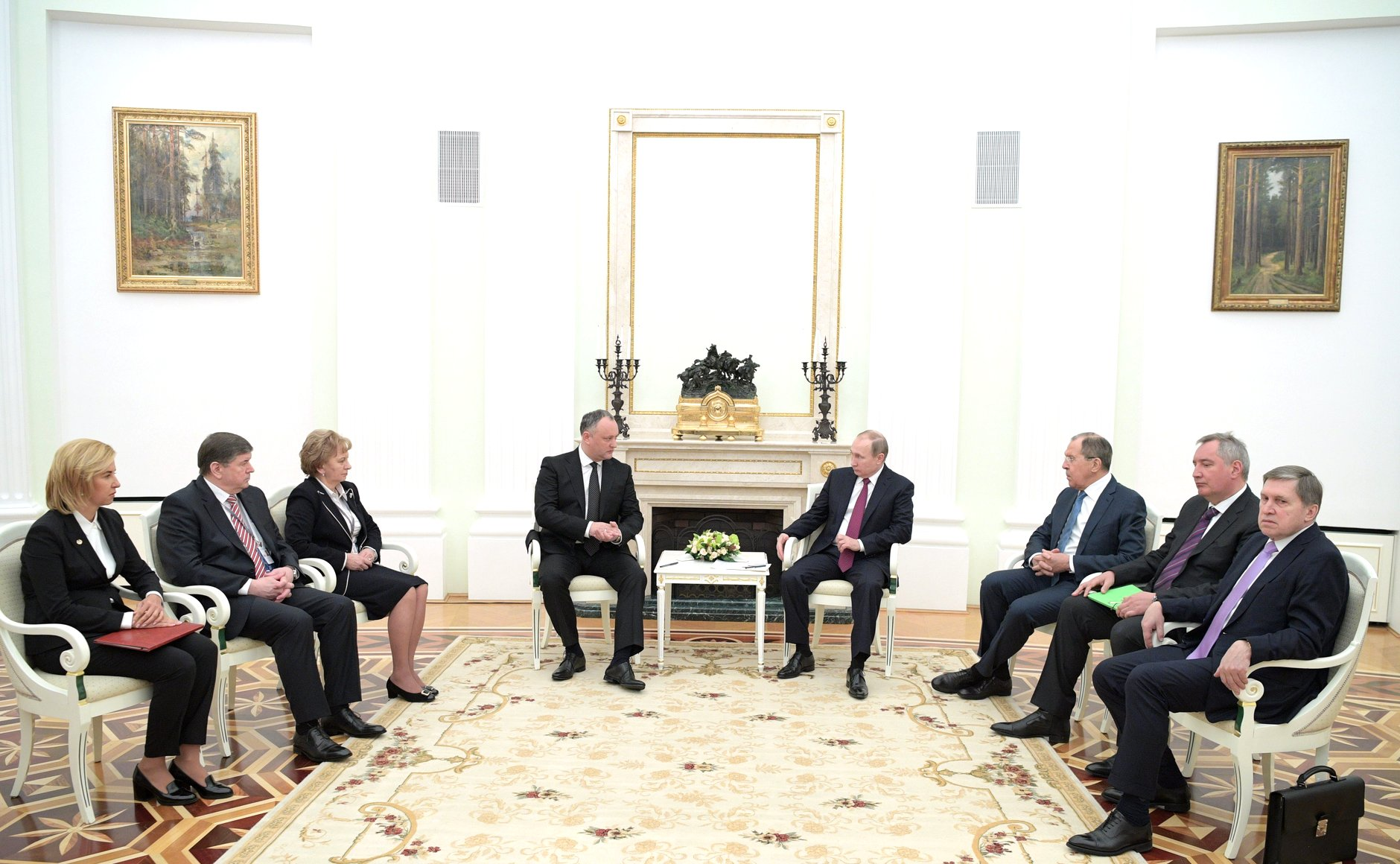
Irina Vlah a făcut parte din delegația lui Igor Dodon în cadrul întrevederii cu președintele rus Vladimir Putin (17 ianuarie 2017)

## Viața personală
Tatăl Irinei Vlah este de etnie găgăuză, iar mama de etnie bulgară. Are o fiică pe nume Ana.